# Кононенко (хутор)
Кононенко — хутор в Ахтубинском районе Астраханской области России. Входит в состав Успенского сельсовета.

## География
Хутор находится в северо-восточной части Астраханской области, на островке в Волго-Ахтубинской пойме, образованным ериком Песчаный, рекой Волга и её рукавом Ахтуба. Уличная сеть отсутствует.
Абсолютная высота — 18 метров ниже уровня моря.

## Население
| 2002 | 2010 |
| ---- | ---- |
| 7    | ↗8   |

Национальный и гендерный состав
По данным Всероссийской переписи населения 2010 года проживало 8 человек (5 мужчин, 3 женщины). Согласно результатам переписи 2002 года, в национальной структуре населения русские и казахи составляли по 50 % от общей численности в 8 человек.

## Транспорт
Водный транспорт.